# Elemento distinto della retribuzione
L'elemento distinto della retribuzione (EDR), nella giurisprudenza italiana riguardante i contratti di lavoro, è costituito da una somma mensile di Euro 10,33 erogata per tredici mensilità retributive. 

## Storia
Fu introdotto dal protocollo d'intesa del 31 luglio 1992 per compensare l'abolizione dell'indennità di contingenza, che è stata erogata ai lavoratori fino al 31 dicembre 1991. Tale indennità aveva la funzione di adeguare le retribuzioni all'aumento del costo della vita (inflazione), e difatti era regolata dal meccanismo della scala mobile, che prevedeva un adeguamento automatico delle retribuzioni all'aumento dei prezzi. Dal 1º gennaio 1992 è cessata la scala mobile, sicché da questa data viene pagata solo l'indennità di contingenza maturata fino ad allora. In molti contratti collettivi, essa è stata conglobata nella paga base o minimo contrattuale.

## Descrizione
Valevole per tutti i lavoratori del settore privato, senza distinzione di qualifica (ad eccezione dei dirigenti) o di contratto collettivo applicato, rientra nel calcolo della determinazione di alcuni emolumenti quali: tredicesima mensilità, ferie godute, permessi retribuiti, trattamento di fine rapporto, preavviso, indennità conto istituti previdenziali (malattia, maternità, infortunio). 
È invece escluso al fine della determinazione di: quattordicesima, premio di produzione, lavoro straordinario, festività non godute, festività cadenti di domenica, maggiorazione turnisti, diarie.